# Prochorovka

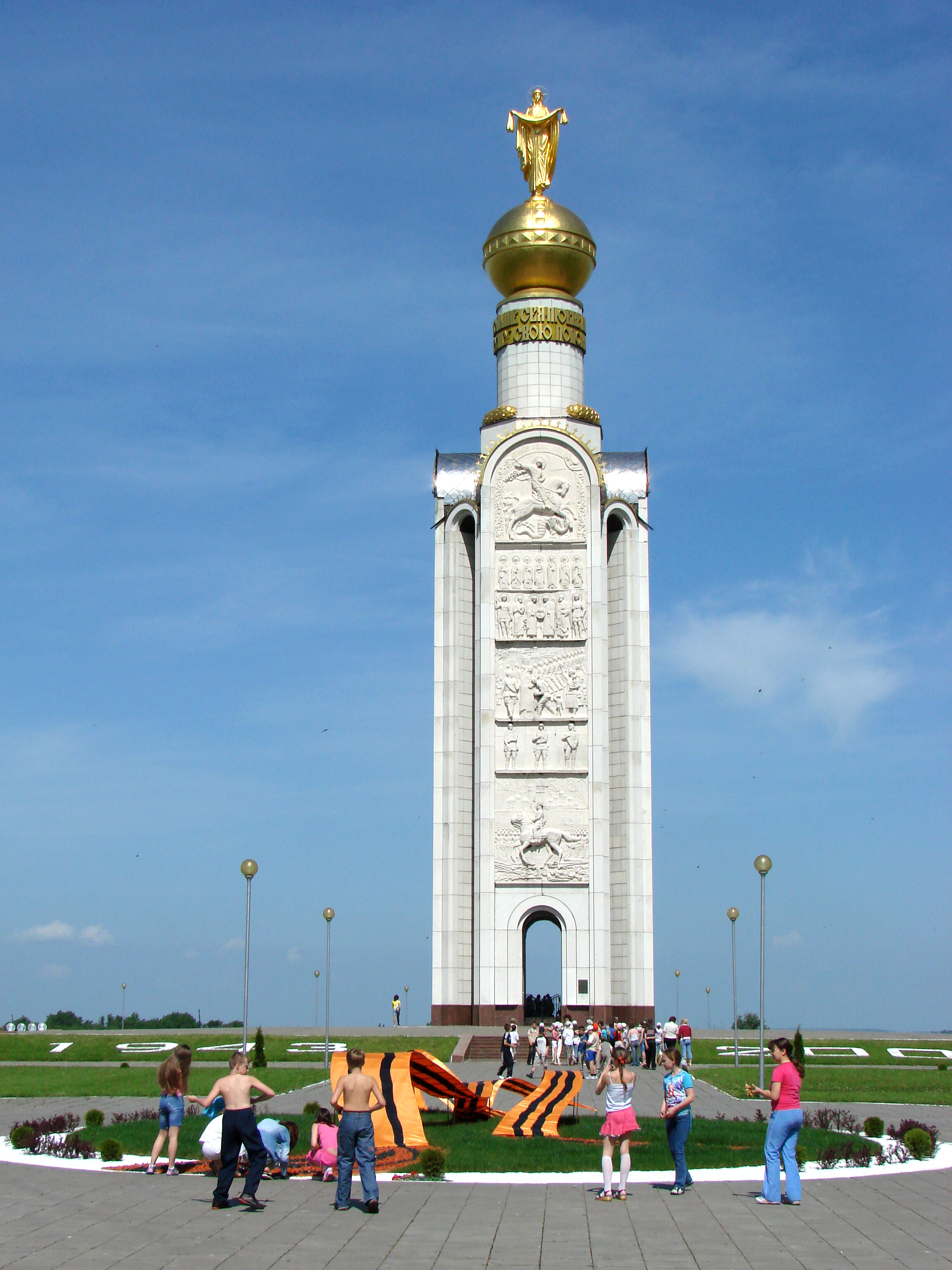
Monument vid Prochorovka över slaget vid Kursk.

Prochorovka (ryska: Прохоровка) är en ort i Belgorod oblast, söder om Kursk i sydvästra Ryssland. Folkmängden uppgick till 9 170 invånare i början av 2015. Slaget vid Prochorovka 12–15 juli 1943 var en del av det största pansarslaget genom tiderna, slaget vid Kursk, som anses ha pågått 4 juli–25 augusti 1943.